# Vanessa Selbst
Vanessa K. Selbst (* 9. Juli 1984 in Brooklyn, New York City) ist eine ehemalige professionelle US-amerikanische Pokerspielerin.
Selbst hat sich mit Poker bei Live-Turnieren knapp 12 Millionen US-Dollar erspielt und ist damit die erfolgreichste Frau der Pokergeschichte. Sie ist dreifache Braceletgewinnerin der World Series of Poker und stand 2014 für 2 Wochen als bislang einzige Frau an der Spitze der Pokerweltrangliste. Vom Global Poker Index wurde sie 2013 und 2014 jeweils als Spielerin des Jahres ausgezeichnet. Zum Jahresende 2017 gab sie das Ende ihrer Karriere als Pokerprofi bekannt, 2019 wurde sie als eine von zwei Frauen auf der Liste der 50 besten Spieler der Pokergeschichte genannt.

## Persönliches
Selbst wuchs in einer jüdischen Familie auf, in der Spiele geschätzt wurden, insbesondere solche, die logisches und deduktives Denken verlangen, wie etwa Bridge. Bereits ihre Mutter spielte zur Finanzierung ihres Studiums Poker. Vanessa Selbst besuchte das Massachusetts Institute of Technology (MIT) in Cambridge als Erstsemester. Von dort wechselte sie an die Yale University. 2012 erwarb sie an dieser Hochschule ihren Abschluss in Jura (law degree). 2015 bestand sie das New York bar examen.
Am MIT spielte sie Tennis und Hockey, in Yale Rugby. In Yale leitete sie zudem die Studentenvereinigung Queer-Straight Alliance („Schwul/Hetero Allianz“). Seit August 2013 ist Selbst mit Miranda Forster verheiratet.

## Pokerkarriere

### Werdegang
Mit rund 20 Jahren, während ihrer Zeit in Yale, begann Selbst, Poker zu spielen. Zunächst bevorzugte sie online überwiegend die Varianten No Limit Texas Hold’em und Pot Limit Omaha, beides in Form von Cash Games und Turnierpoker. Ab 2007 spielte sie größere Liveturniere. Selbst gehörte bis Jahresende 2017 dem Team PokerStars an und spielte auf der entsprechenden Plattform unter dem Nickname V. Selbst. Zudem betätigte sie sich als Pokercoach der Pokerschule DeucesCracked.
Selbst war bei der World Series of Poker (WSOP) im Rio All-Suite Hotel and Casino am Las Vegas Strip erstmals im Juli 2006 erfolgreich: Beim $ 2000 No Limit Hold’em wurde sie Siebte, was ihr mehr als 100.000 US-Dollar einbrachte. Im Jahr darauf belegte sie bei der Heads-Up Championship der WSOP 2007 den vierten Platz, der mit knapp 130.000 US-Dollar bezahlt wurde. Ein Jahr später, 2008, wurde sie beim selben Turnier Dritte für knapp 110.000 US-Dollar. Selbst übertraf diesen Erfolg durch den Sieg eines Events in Pot Limit Omaha, der ihr das erste Bracelet und eine Siegprämie von knapp 230.000 US-Dollar einbrachte. Im April 2010 gewann sie in Uncasville, Connecticut das Main Event der North American Poker Tour; der Sieg brachte ihr 750.000 US-Dollar ein. Beim Main Event der Partouche Poker Tour in Cannes ging Selbst Anfang September 2010 ebenfalls als Siegerin hervor und gewann 1,3 Millionen Euro. Für ihren vierten Platz beim High Roller der European Poker Tour (EPT) in London erhielt sie im Oktober 2010 145.000 britische Pfund. Im April 2011 setzte sie sich erneut beim Main Event der PokerStars North American Poker Tour durch und erhielt diesmal 450.000 US-Dollar. Im Dezember 2011 wurde Selbst beim Five Diamond World Poker Classic im Hotel Bellagio am Las Vegas Strip Dritte und bekam dafür rund 340.000 US-Dollar. Bei der WSOP 2012 gewann sie ihr zweites Bracelet bei einem Turnier der gemischten Variante 10-Game und sicherte sich knapp 250.000 US-Dollar. Anschließend landete sie beim Main Event der Serie auf Platz 73 und verbuchte dafür knapp 90.000 US-Dollar. Im Januar 2013 gewann Selbst das High Roller des PokerStars Caribbean Adventures (PCA) auf den Bahamas und erhielt eine Siegprämie von über 1,4 Millionen US-Dollar. Mitte Mai 2013 belegte sie beim EPT High Roller in Monte-Carlo den vierten Platz für 290.300 Euro. Im September 2013 beendete sie das Main Event der Borgata Poker Open auf dem zweiten Platz und erhielt ein Preisgeld von knapp 500.000 US-Dollar. Im Januar 2014 erreichte Selbst beim PCA sowohl beim High Roller als auch beim Super High Roller den Finaltisch und sicherte sich dadurch mehr als 1,3 Millionen US-Dollar. Bei der WSOP 2014 gewann sie ihr drittes Bracelet mitsamt einer Siegprämie von rund 870.000 US-Dollar. Anschließend stand die Amerikanerin vom 18. Juni bis 1. Juli 2014 für 2 Wochen als erste und bisher einzige Frau an der Spitze der Pokerweltrangliste. Ende Juni 2015 setzte sie sich beim Super High Roller Celebrity Shootout im Aria Resort & Casino am Las Vegas Strip durch und erhielt eine Million US-Dollar. Von April bis November 2016 spielte Selbst als Teil der London Royals in der Global Poker League und kam mit ihrem Team bis in die Playoffs. Am 31. Dezember 2017 gab sie auf Facebook das Ende ihrer Karriere als Pokerprofi bekannt. Im Rahmen der 50. Austragung der World Series of Poker wurde Selbst im Juni 2019 als eine von zwei Frauen auf der Liste der 50 besten Spieler der Pokergeschichte genannt. Ihre bis dato letzte Geldplatzierung erzielte sie im Februar 2020.

### Preisgeldübersicht
Mit erspielten Preisgeldern von knapp 12 Millionen US-Dollar ist Selbst die mit Abstand erfolgreichste Spielerin nach Turnierpreisgeldern. In der Hendon Mob Poker Database, die weltweite Turnierergebnisse aller Pokerspieler erfasst, wurde kein Profil einer weiblichen Spielerin häufiger abgerufen.
| Jahr   | Preisgeld (in $) | Turniersiege |
| ------ | ---------------- | ------------ |
| 2006   | 106.090          | 0            |
| 2007   | 149.448          | 0            |
| 2008   | 540.577          | 3            |
| 2009   | 103.879          | 1            |
| 2010   | 2.865.830        | 2            |
| 2011   | 974.422          | 1            |
| 2012   | 839.369          | 3            |
| 2013   | 2.665.231        | 3            |
| 2014   | 2.369.550        | 1            |
| 2015   | 1.112.780        | 1            |
| 2016   | 115.975          | 0            |
| 2017   | 8.231            | 0            |
| 2018   | 0                | 0            |
| 2019   | 39.950           | 0            |
| 2020   | 14.915           | 0            |
| gesamt | 11.906.247       | 15           |

### Braceletübersicht
Selbst kam bei der WSOP 29-mal ins Geld und gewann drei Bracelets:
| Jahr | Buy-in (in $) | Turnier                    | Teilnehmer | Preisgeld (in $) |
| ---- | ------------- | -------------------------- | ---------- | ---------------- |
| 2008 | 01.500        | Pot-Limit Omaha            | 759        | 227.965          |
| 2012 | 02.500        | 10-Game Mix 6-Handed       | 421        | 244.259          |
| 2014 | 25.000        | No-Limit Hold’em Mixed Max | 131        | 871.148          |